# Carmengloria Morales
Carmengloria Morales (* 1942 in Santiago de Chile) ist eine chilenisch-italienische Malerin. Sie lebt und arbeitet in Italien.

## Leben und Werk
Morales ist in Chile geboren und lebt seit den 1950er Jahren in Italien. 1961 zog sie nach Rom, jetzt lebt sie in Viterbo.
In Mailand hat sie Kunst studiert und die monochrome Malerei von Lucio Fontana, Piero Manzoni und Mark Rothko schätzen gelernt.
Seit 1971 arbeitet sie bevorzugt mit Diptychen, runden und ovalen Formaten.

## Einzelausstellungen (Auswahl)
- 1987: Rosenberg Gallery, New York
- 2001: Galerie Rupert Walser, München
- 2004: S 65, Köln
- 2012: Carmengloria Morales: Painting 2000–2012 Fabbri C.A. Contemporary Art, Mailand[2]

## Gruppenausstellungen (Auswahl)
- 1974: Geplante Malerei, Westfälischer Kunstverein, Münster
- 1977: documenta 6, Kassel
- 1984: Radical Painting at Williams College Museum of Art in Massachusetts, mit den Künstlern Raimund Girke, Marcia Hafif, Anders Knutsson, Joseph Marioni, Olivier Mosset, Phil Sims, Howard Smith, Frédéric Matys Thursz, Günter Umberg and Jerry Zeniuk[3]
- 1987: Fundamentale Malerei, Schuppenhauer Galerie, Köln
- 1988: Fundamentale Malerei, Artline Galerie, Den Haag, Kunstverein Arnsberg
- 2006: CAMeC, Centro d’Arte Moderna e Contemporanea, La Spezia
- 2008: Unique Act: Dublin City Gallery The Hugh Lane, Irland
- 2009: Collectors’ choice, Part II, ZKM, Museum für Neue Kunst (Karlsruhe)